# Вестон (Орегон)
Вестон (англ. Weston) — місто (англ. city) в США, в окрузі Уматілла штату Орегон. Населення — 706 осіб (2020).

## Географія
Вестон розташований за координатами 45°48′59″ пн. ш. 118°25′33″ зх. д. / 45.81639° пн. ш. 118.42583° зх. д. (45.816454, -118.425869).  За даними Бюро перепису населення США в 2010 році місто мало площу 1,76 км², уся площа — суходіл.

## Демографія
Згідно з переписом 2010 року, у місті мешкало 667 осіб у 252 домогосподарствах у складі 171 родини. Густота населення становила 379 осіб/км².  Було 271 помешкання (154/км²).
Расовий склад населення:
| - 83,5 % — білих - 3,4 % — корінних американців - 3,1 % — азіатів - 0,3 % — чорних або афроамериканців - 5,8 % — осіб інших рас |

До двох чи більше рас належало 3,7 %. Частка іспаномовних становила 8,5 % від усіх жителів.
За віковим діапазоном населення розподілялося таким чином: 25,8 % — особи молодші 18 років, 58,6 % — особи у віці 18—64 років, 15,6 % — особи у віці 65 років та старші. Медіана віку мешканця становила 39,5 року. На 100 осіб жіночої статі у місті припадало 108,4 чоловіків;  на 100 жінок у віці від 18 років та старших — 106,2 чоловіків також старших 18 років.
Середній дохід на одне домашнє господарство  становив 60 160 доларів США (медіана — 51 307), а середній дохід на одну сім'ю — 63 313 долари (медіана — 55 568). Медіана доходів становила 52 083 долари для чоловіків та 39 712 долари для жінок. За межею бідності перебувало 10,5 % осіб, у тому числі 15,9 % дітей у віці до 18 років та 16,8 % осіб у віці 65 років та старших.
Цивільне працевлаштоване населення становило 274 особи. Основні галузі зайнятості: виробництво — 20,1 %, освіта, охорона здоров'я та соціальна допомога — 19,3 %, роздрібна торгівля — 13,9 %, публічна адміністрація — 13,5 %.